# 大泉村 (三重県)
大泉村（おおいずみむら）は三重県員弁郡にあった村。現在のいなべ市員弁町の東部にあたる。

## 地理
- 河川：員弁川、戸上川

## 歴史
- 1889年（明治22年）4月1日 - 町村制の施行により、西方村・大泉村・東一色村の区域をもって発足。
- 1941年（昭和16年）2月11日 - 大泉原村・笠田村と合併して員弁町が発足。同日大泉村廃止。

## 交通

### 鉄道路線
- 三重交通
  - 北勢線（現・三岐鉄道北勢線）
    - 大泉東駅（2004年廃止） - 長宮駅（2004年廃止）

現在は旧村域に大泉駅が所在するが、当時は未開業。